# Мейендорфское потепление
| Хронология                        | Похолодание/потепление (Восточная/Западная Европа) | Начало (тыс. лет назад) / ИКС (MIS) |
| --------------------------------- | -------------------------------------------------- | ----------------------------------- |
| Голоцен                           | Пребореальный период                               | Менее 11,7                          |
| Позднеледниковье                  |                                                    |                                     |
| Поздний дриас                     | 12,7                                               |                                     |
| Аллерёдское потепление            | 13,9                                               |                                     |
| Средний дриас                     | 14,1                                               |                                     |
| Бёллингское потепление            | 14,7 (MIS 1)                                       |                                     |
| Поздний пленигляциал              |                                                    |                                     |
| Ранний дриас                      | 16,9                                               |                                     |
| Вепсовская (Мекленбургская) фаза  | ~18                                                |                                     |
| Едровская (Померанская) фаза      | ~20                                                |                                     |
| Бологовская (Франкфуртская фаза)  | ~22,3                                              |                                     |
| Усвячская (Бранденбургская) фаза) | 24 (MIS 2)                                         |                                     |
| Дунаевское (Денекамп)             | ~28,2                                              |                                     |
| Средний пленигляциал              |                                                    |                                     |
| Шенское                           | ~30                                                |                                     |
| Ленинградское (Хенгело)           | ~39                                                |                                     |
| Ленинградское (Моерсхофт)         | ~47                                                |                                     |
| Кашинское (Эберсдорф)             | ~50                                                |                                     |
| Красногорское (Глинде)            | ~55,5                                              |                                     |
| Красногорское (Оерел)             | 58 (MIS 3)                                         |                                     |
| Ранний пленигляциал               |                                                    |                                     |
| Шестихинское (Шалкхольц)          | ~70 (MIS 4)                                        |                                     |
| Круглицкое (Оддераде)             | ~77 (MIS 5a)                                       |                                     |
| Лапландское (Редерсталь)          | ~85 (MIS 5b)                                       |                                     |
| Верхневолжское (Брёруп)           | ~93                                                |                                     |
| Верхневолжское (Амерсфорд)        | ~100 (MIS 5c)                                      |                                     |
| Курголовское (Хернинг)            | ~112 (MIS 5d)                                      |                                     |
| Микулинское межледниковье         |                                                    |                                     |
| ←Эемское потепление               | 128—117 (MIS 5e)                                   |                                     |

Мейендорфский интерстадиал, или мейендорфское потепление — первый тёплый период в климатической истории северной Европы после LGM. Впервые было выделено в 1938 году Гроссом на основании изучения пыльцы разреза Мейендорф в Германии. Среди растительности преобладала кустарниковая, тундрового типа, с относительно высокой долей солнцелюбивых растений (например, вереска). Ныне считается, что максимум последнего оледенения сменился менее холодным ранним дриасом; термин мейендорфское потепление вышел из употребления.

## Название и его история
Период назван по пыльцовому профилю из Мейендорфа — района Гамбурга, который послужил типовой местностью для данного периода. Название ввёл Бурхард Менке, который вначале использовал название «мейендорфский интервал», а позднее переименовал его в «мейендорфский интерстадиал» (мейендорфское межсезонье).

## Характеристика
Начало мейендорфского интерстадиала характеризуется повышенным содержанием пыльцы таких растений, как карликовая берёза, ива, облепиха крушиновидная, можжевельник и полынь. Довольно велика доля солнцелюбивых растений. Граница с последующим древнейшим дриасом определяется ростом пыльцы недревесных растений после максимума распространения облепихи.
Типичный для данного периода профиль был обнаружен близ Глюзинга в Шлезвиг-Гольштейне. Таким образом, типовым регионом для данного периода является Шлезвиг-Гольштейн, хотя период также засвидетельствован близ Гамбурга, в Нижней Саксонии, Рейнланд-Пфальце и Бранденбурге.

## Хронология
Ранее считалось, что интерстадиал охватывал период 14 500—13 860 гг. до н. э. (калиброванная дата ).. Ныне этот период относят к потеплению бёллинга.